# Eurovisiesongfestival 2024

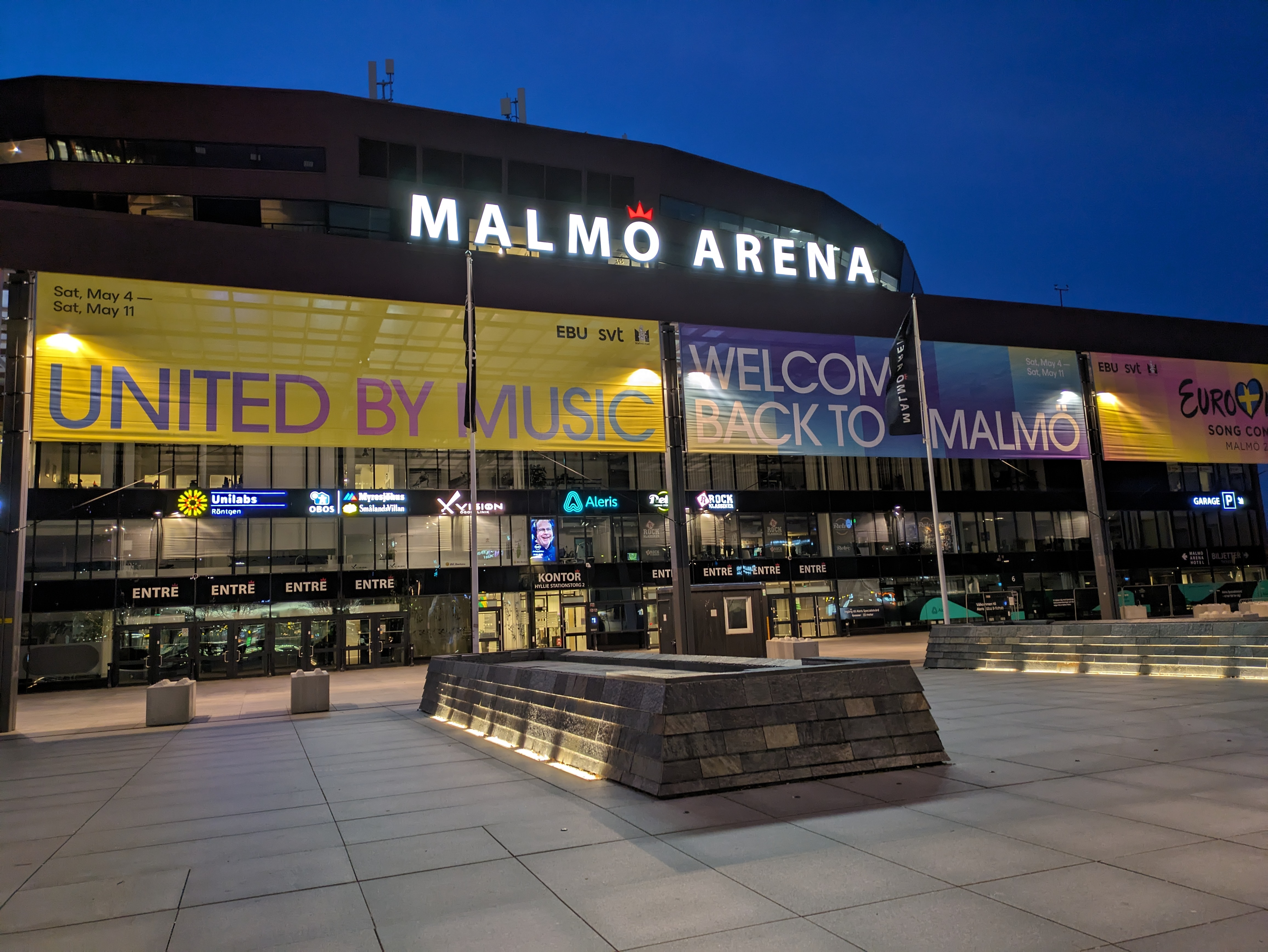
Malmö Arena, locatie van het Eurovisiesongfestival 2024

Het Eurovisiesongfestival van 2024 werd voor Zwitserland gewonnen door de rapper Nemo met het nummer The code. Aan de 68ste editie van deze jaarlijkse landenwedstrijd namen 36 actieve leden van de European Broadcasting Union (EBU) deel, plus Australië. Het festival vond plaats in de Zweedse stad Malmö en werd georganiseerd door de EBU en de Zweedse publieke omroep Sveriges Television (SVT). De finale was op 11 mei.

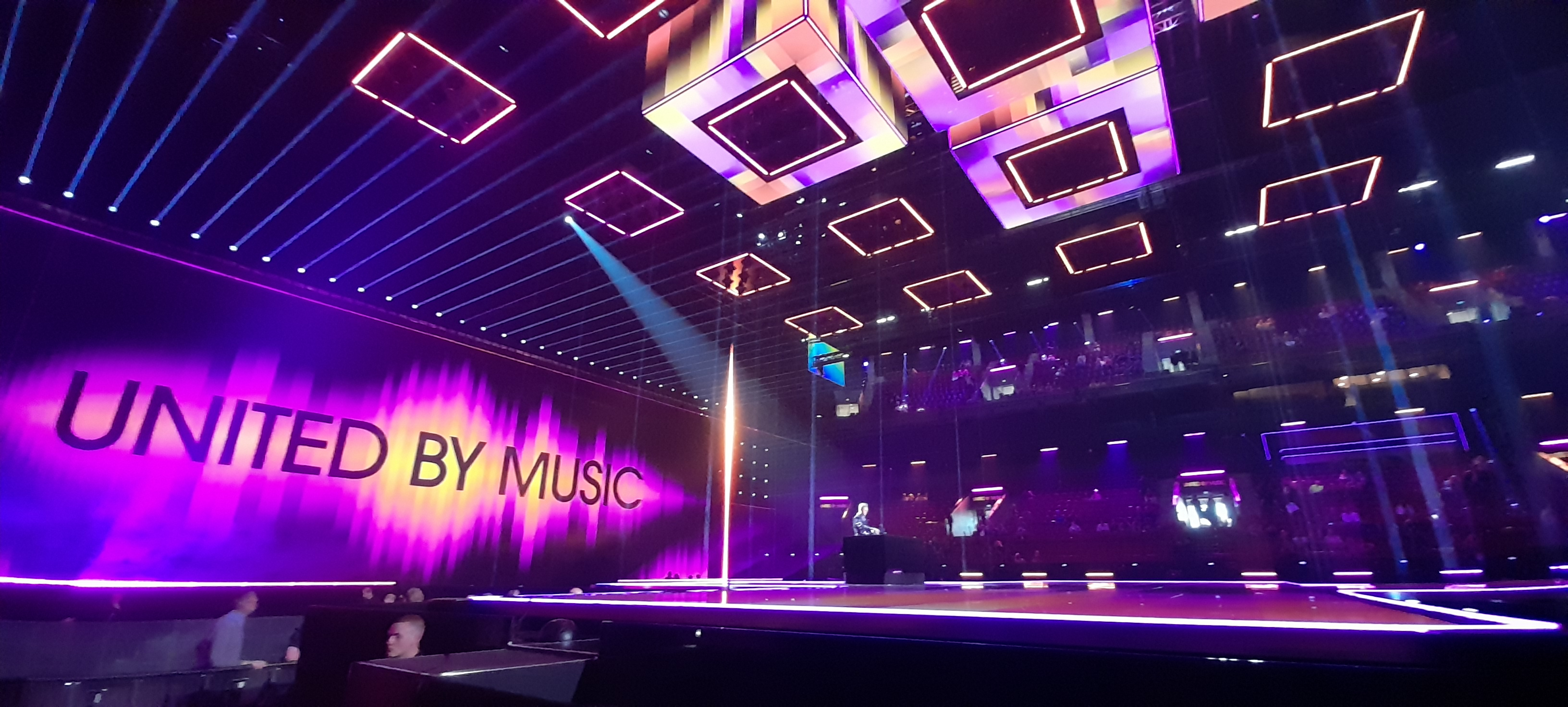
Podium van het Eurovisiesongfestival 2024

## Locatie
Het was de zevende keer dat Zweden het Eurovisiesongfestival organiseerde, nadat dit eerder gebeurde in 1975, 1985, 1992, 2000, 2013 en 2016. Tevens vond het festival in Zweden plaats vijftig jaar nadat de Zweedse band ABBA met Waterloo won op het Eurovisiesongfestival van 1974.
Het festival werd gehouden in de Malmö Arena in Malmö, waar het ook in 2013 plaatsvond. Het was de derde keer in de geschiedenis dat Malmö fungeerde als gaststad.
Malmö organiseerde tevens nevenevenementen in samenwerking met de EBU. Folkets Park was de locatie van het Eurovisiedorp, waar optredens plaatsvonden van de deelnemers aan het Eurovisiesongfestival en lokale artiesten, evenals vertoningen van de liveshows voor het grote publiek. Malmö Live was de locatie van de EuroClub, waar de officiële afterparty's en privé-optredens van deelnemers aan de wedstrijd gehouden werden. Een "Eurovision Street" was opgezet in Friisgatan, tussen Folkets Park en Triangeln.

## Formule
Net zoals in voorgaande jaren waren er voorafgaand aan de finale twee halve finales. Uit elke halve finale kwalificeerden tien landen zich voor de finale. Traditiegetrouw vonden de halve finales plaats op de dinsdag en donderdag, voorafgaand aan de finale die traditioneel op de daaropvolgende zaterdag werd gehouden.
De zogenoemde "Grote Vijf", bestaande uit Duitsland, Frankrijk, Italië, Spanje en het Verenigd Koninkrijk, plaatsten zich rechtstreeks voor de finale. Daarnaast kreeg ook gastland Zweden automatisch een plaats in de finale. Dit jaar brachten de Big Five-landen hun inzending tijdens de halve finales live ten uitvoer. Ook Zweden deed dat. In voorgaande jaren werd tijdens de halve finales aan de tv-kijkers slechts een kort fragment van een repetitie getoond, de drie extra optredens in elke halve finale werden tussen die van de concurrerende landen ingelast.
De stemprocedure die in 2023 werd geïntroduceerd, werd aangehouden. Hierdoor bepaalde enkel het publiek via televoting wie doorstootte naar de finale. Voor de einduitslag in de finale gaven zowel de vakjury's als het publiek de helft van het totaal aantal te behalen punten. De vakjury's gaven hun punten op basis van de generale repetitie op vrijdag 10 mei. Vanwege een bedreiging tegen een medewerker werd het de Nederlandse deelnemer Joost Klein niet toegestaan om aan de generale repetitie deel te nemen. De vakjury's baseerden zich daardoor op zijn uitvoering in de halve finale. Hiervoor werd gebruikgemaakt van een video-opname.
Sinds 2023 mag iedereen uit de hele wereld meestemmen. De stemmen van buiten de deelnemende landen werden gegroepeerd in de Rest of the World-stemming, die het gewicht heeft van één deelnemend land (oftewel, een set van een tot en met twaalf punten). Die stemming werd in 2024 uitgebreid: deze opende meteen na afloop van de tweede generale repetitie. Dat betekende dat eenieder uit niet-deelnemende songfestivallanden vanaf maandagavond al kon stemmen, 22 uur voor de eerste halve finale op televisie te zien was. Een andere wijziging in de stemprocedure was dat in de finale de telefoonlijnen vroeger openden. Er kon al gestemd worden vanaf het begin van de tv-uitzending, nog voordat het eerste land optrad. Dit stemsysteem bestond eerder al, in 2010 en 2011, maar werd nadien afgevoerd.

### Presentatoren

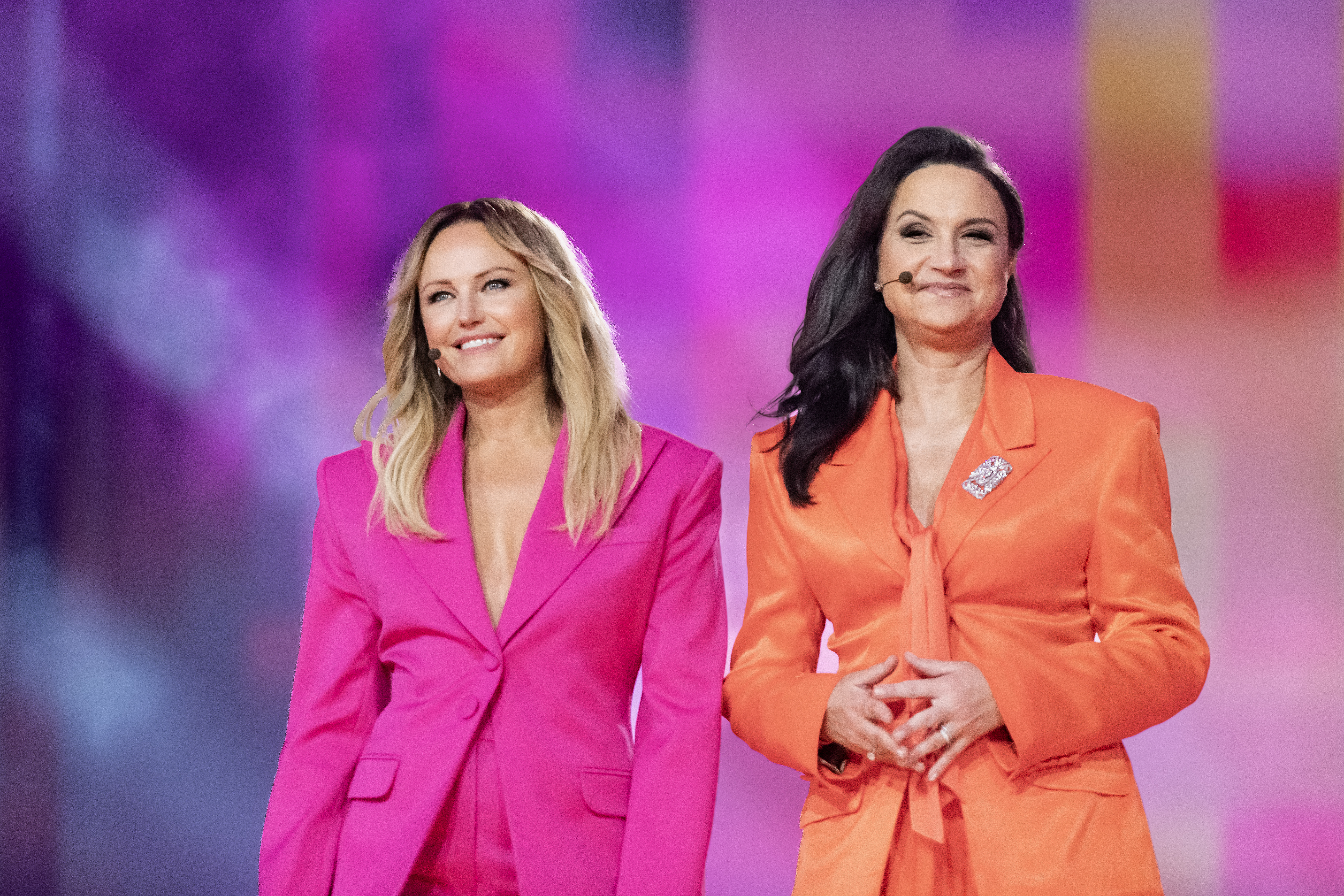
De presentatoren van dienst, Malin Åkerman en Petra Mede

Presentatoren waren Petra Mede en Malin Åkerman. Comédienne en presentatrice Petra Mede presenteerde het Eurovisiesongfestival al eerder. In 2013 stond Mede alleen op het podium en in 2016 samen met Måns Zelmerlöw. Malin Åkerman is een Zweedse actrice.

### Loting halve finales
De loting voor de halve finales vond plaats op 30 januari 2024 in het stadhuis van Malmö. Deze werd gepresenteerd en uitgevoerd door Pernilla Månsson Colt en Farah Abadi. Net als in de voorgaande jaren werden landen die in het verleden vaak op elkaar stemden, in dezelfde pot geplaatst. Uit elke pot gingen drie landen naar de eerste halve finale op 7 mei en de rest naar de tweede op 9 mei. Ook werd bepaald in welke helft van de halve finale elk land zou optreden en in welke elk van de zes rechtstreeks gekwalificeerde landen zou stemmen. De startvolgorde werd niet geloot, maar zoals gebruikelijk aan de producent overgelaten.
Vanwege de herdenking van de Holocaust werd Israël op verzoek van de Israëlische omroep KAN ingedeeld in de tweede halve finale.
| Pot 1                                                              | Pot 2                                                              | Pot 3                                                                       | Pot 4                                                            | Pot 5                                                          |
| ------------------------------------------------------------------ | ------------------------------------------------------------------ | --------------------------------------------------------------------------- | ---------------------------------------------------------------- | -------------------------------------------------------------- |
| - Albanië - Kroatië - Oostenrijk - Servië - Slovenië - Zwitserland | - Australië - Denemarken - Estland - Finland - IJsland - Noorwegen | - Armenië - Azerbeidzjan - Georgië - Israël - Letland - Litouwen - Oekraïne | - Cyprus - Griekenland - Ierland - Malta - Portugal - San Marino | - België - Luxemburg - Moldavië - Nederland - Polen - Tsjechië |

## Deelnemerslijst

### Eerste halve finale
Duitsland, Verenigd Koninkrijk en Zweden traden in deze halve finale op en stemden mee.
| Plaats | Land         | Artiest                     | Lied                    | Taal                      | Punten |
| ------ | ------------ | --------------------------- | ----------------------- | ------------------------- | ------ |
| 1      | Kroatië      | Baby Lasagna                | Rim tim tagi dim        | Engels                    | 177    |
| 2      | Oekraïne     | alyona alyona & Jerry Heil  | Teresa & Maria          | Oekraïens en Engels       | 173    |
| 3      | Ierland      | Bambie Thug                 | Doomsday blue           | Engels                    | 124    |
| 4      | Litouwen     | Silvester Belt              | Luktelk                 | Litouws                   | 119    |
| 5      | Luxemburg    | TALI                        | Fighter                 | Frans en Engels           | 117    |
| 6      | Cyprus       | Silia Kapsis                | Liar                    | Engels                    | 67     |
| 7      | Finland      | Windows95Man                | No rules!               | Engels                    | 59     |
| 8      | Portugal     | Iolanda                     | Grito                   | Portugees                 | 58     |
| 9      | Slovenië     | Raiven                      | Veronika                | Sloveens                  | 51     |
| 10     | Servië       | Teya Dora                   | Ramonda                 | Servisch                  | 47     |
| 11     | Australië    | Electric Fields             | One milkali (one blood) | Engels en Yankunytjatjara | 41     |
| 12     | Polen        | LUNA                        | The tower               | Engels                    | 35     |
| 13     | Moldavië     | Natalia Barbu               | In the middle           | Engels                    | 20     |
| 14     | Azerbeidzjan | Fahree feat. İlkin Dövlətov | Özünlə apar             | Engels en Azerbeidzjaans  | 11     |
| 15     | IJsland      | Hera Björk                  | Scared of heights       | Engels                    | 3      |

### Tweede halve finale
Frankrijk, Italië en Spanje traden in deze halve finale op en stemden mee.
| Plaats | Land        | Artiest            | Lied                          | Taal                | Punten |
| ------ | ----------- | ------------------ | ----------------------------- | ------------------- | ------ |
| 1      | Israël      | Eden Golan         | Hurricane                     | Engels en Hebreeuws | 194    |
| 2      | Nederland   | Joost Klein        | Europapa                      | Nederlands          | 182    |
| 3      | Armenië     | Ladaniva           | Jako                          | Armeens             | 137    |
| 4      | Zwitserland | Nemo               | The code                      | Engels              | 132    |
| 5      | Griekenland | Marina Satti       | Zari                          | Grieks              | 86     |
| 6      | Estland     | 5miinust & Puuluup | (Nendest) narkootikumidest... | Estisch             | 79     |
| 7      | Letland     | Dons               | Hollow                        | Engels              | 72     |
| 8      | Georgië     | Noetsa Boezaladze  | Firefighter                   | Engels              | 54     |
| 9      | Oostenrijk  | Kaleen             | We will rave                  | Engels              | 46     |
| 10     | Noorwegen   | Gåte               | Ulveham                       | Noors               | 43     |
| 11     | Tsjechië    | Aiko               | Pedestal                      | Engels              | 38     |
| 12     | Denemarken  | SABA               | SAND                          | Engels              | 36     |
| 13     | België      | Mustii             | Before the party's over       | Engels              | 18     |
| 14     | San Marino  | Megara             | 11:11                         | Spaans en Italiaans | 16     |
| 15     | Albanië     | Besa               | Titan                         | Engels              | 14     |
| 16     | Malta       | Sarah Bonnici      | Loop                          | Engels              | 13     |

### Finale
Zwitserland werd de winnaar van het Eurovisiesongfestival 2024. Nemo won met het nummer The Code. Het lied won de jurypunten met overtuiging: in totaal gaven 21 landen de twaalf punten aan The Code. Ook Nederland gaf de meeste jurypunten aan het Zwitserse nummer, de Belgische jury had 10 punten over voor het lied. Zwitserland won daarentegen de televoting niet. Kroatië kreeg veruit de meeste punten van de kijkers thuis (337), daarna was het Israël die met 322 punten uit de televote kwam. De kijkers in Nederland en België gaven de meeste punten aan Israël. Zwitserland kreeg alleen van Oekraïne de 12 punten bij de televote.
| Plaats | Land                | Artiest                    | Lied                          | Taal                | Jury | Publiek | Totaal |
| ------ | ------------------- | -------------------------- | ----------------------------- | ------------------- | ---- | ------- | ------ |
| 1      | Zwitserland         | Nemo                       | The code                      | Engels              | 365  | 226     | 591    |
| 2      | Kroatië             | Baby Lasagna               | Rim tim tagi dim              | Engels              | 210  | 337     | 547    |
| 3      | Oekraïne            | alyona alyona & Jerry Heil | Teresa & Maria                | Oekraïens en Engels | 146  | 307     | 453    |
| 4      | Frankrijk           | Slimane                    | Mon amour                     | Frans               | 218  | 227     | 445    |
| 5      | Israël              | Eden Golan                 | Hurricane                     | Engels en Hebreeuws | 52   | 323     | 375    |
| 6      | Ierland             | Bambie Thug                | Doomsday blue                 | Engels              | 142  | 136     | 278    |
| 7      | Italië              | Angelina Mango             | La noia                       | Italiaans           | 164  | 104     | 268    |
| 8      | Armenië             | Ladaniva                   | Jako                          | Armeens             | 101  | 82      | 183    |
| 9      | Zweden              | Marcus & Martinus          | Unforgettable                 | Engels              | 125  | 49      | 174    |
| 10     | Portugal            | Iolanda                    | Grito                         | Portugees           | 139  | 13      | 152    |
| 11     | Griekenland         | Marina Satti               | Zari                          | Grieks              | 41   | 85      | 126    |
| 12     | Duitsland           | Isaak                      | Always on the run             | Engels              | 99   | 18      | 117    |
| 13     | Luxemburg           | TALI                       | Fighter                       | Frans en Engels     | 83   | 20      | 103    |
| 14     | Litouwen            | Silvester Belt             | Luktelk                       | Litouws             | 32   | 58      | 90     |
| 15     | Cyprus              | Silia Kapsis               | Liar                          | Engels              | 34   | 44      | 78     |
| 16     | Letland             | Dons                       | Hollow                        | Engels              | 36   | 28      | 64     |
| 17     | Servië              | Teya Dora                  | Ramonda                       | Servisch            | 22   | 32      | 54     |
| 18     | Verenigd Koninkrijk | Olly Alexander             | Dizzy                         | Engels              | 46   | 0       | 46     |
| 19     | Finland             | Windows95Man               | No rules!                     | Engels              | 7    | 31      | 38     |
| 20     | Estland             | 5miinust & Puuluup         | (Nendest) narkootikumidest... | Estisch             | 4    | 33      | 37     |
| 21     | Georgië             | Noetsa Boezaladze          | Firefighter                   | Engels              | 15   | 19      | 34     |
| 22     | Spanje              | Nebulossa                  | ZORRA                         | Spaans              | 19   | 11      | 30     |
| 23     | Slovenië            | Raiven                     | Veronika                      | Sloveens            | 15   | 12      | 27     |
| 24     | Oostenrijk          | Kaleen                     | We will rave                  | Engels              | 19   | 5       | 24     |
| 25     | Noorwegen           | Gåte                       | Ulveham                       | Noors               | 12   | 4       | 16     |

Het voor de finale geplaatste Nederland werd voor de finale gediskwalificeerd.

## Wijzigingen

Deelnemende landen
Landen die zich niet kwalificeerden voor de finale
Landen die zich kwalificeerden in de halve finale, maar werden gediskwalificeerd voor de finale
Landen die in het verleden deelgenomen hebben, maar in 2024 afwezig waren

#### Terugkerend
- Luxemburg – Na een afwezigheid van 31 jaar keerde Luxemburg in 2024 terug op het Eurovisiesongfestival.[9]

#### Terugtrekkend
- Roemenië – Roemenië was een van de deelnemers in 2023, maar ontbrak op de lijst van deelnemende landen die begin december 2023 gepubliceerd werd.[10] Op 25 januari 2024 deed het land dat jaar definitief niet mee, omdat het de financiering niet rond kreeg.[11]

#### Gediskwalificeerd
- Nederland – Joost Klein werd op de dag van de finale door de EBU gediskwalificeerd. Hij had twee dagen eerder na de tweede halve finale een incident met een cameravrouw, waarna door haar een klacht wegens bedreiging tegen Klein werd ingediend. Vanwege het lopende juridisch onderzoek besloot de organisatie Klein niet te laten deelnemen.[12] Het was de eerste keer ooit dat een deelnemer tijdens het Eurovisiesongfestival gediskwalificeerd werd. Op 12 augustus dat jaar maakte het Zweedse Openbaar Ministerie (OM) bekend dat het onderzoek werd stopgezet wegens gebrek aan bewijs. Volgens het OM had Klein een beweging gemaakt die de camera van de vrouw raakte, maar kon niet bewezen worden dat dit tot ernstige angst bij de cameravrouw leidde of dat Klein echt verkeerde bedoelingen had.[13]

## Terugkerende artiesten
| Land     | Artiest       | Plaats | Eerdere deelname | Plaats toen |
| -------- | ------------- | ------ | ---------------- | ----------- |
| IJsland  | Hera Björk    | 15 HF  | IJsland 2010     | 19          |
| Moldavië | Natalia Barbu | 13 HF  | Moldavië 2007    | 10          |

## Puntengevers
Hieronder de namen van de degenen die per land namens de jury live op tv de punten geven.
- Albanië: Andri Xhahu
- Armenië: Brunette (deelneemster in 2023)
- Australië: Danny Estrin (deelnemer bij Voyager in 2023)
- Azerbeidzjan: Aysel Teymurzadeh (deelneemster in 2009)
- België: Livia Dushkoff
- Cyprus: Loukas Hamatsos
- Denemarken: Stéphanie Surrugue
- Duitsland: Ina Müller
- Estland: Birgit Õigemeel (deelneemster in 2013)
- Finland: Toni Laaksonen
- Frankrijk: Natasha Saint-Pier (deelneemster in 2001)
- Georgië: Sopho Khalvashi (deelneemster in 2007)
- Griekenland: Helena Paparizou (winnares in 2005)
- Ierland: Paul Harrington (winnaar Eurovisiesongfestival 1994)
- IJsland: Friðrik Ómar Hjörleifsson
- Israël: Maya Alkulumbre
- Italië: Mario Acampa
- Kroatië: Ivan Dorian Molnar
- Letland: Andrejs Reinis Zitmanis (deelnemer bij Sudden Lights in 2023)
- Litouwen: Monika Linkytė (deelneemster in 2015 en 2023)
- Luxemburg: Désirée Nosbusch
- Malta: Matt Blxck
- Moldavië: Doina Stimpovstsji
- Nederland: Martin Österdahl
- Noorwegen: Ingvild Helljesen
- Oekraïne: Jamala (winnaar Eurovisiesongfestival 2016)
- Oostenrijk: Philipp Hansa
- Polen: Viki Gabor (winnaar Junior Eurovisiesongfestival 2019 en 2020)
- Portugal: Mimicat (deelneemster in 2023)
- San Marino: Kida
- Servië: Konstrakta (deelneemster in 2022)
- Slovenië: Lorella Flego
- Spanje: Soraya Arnelas (deelneemster in 2009)
- Tsjechië: Radka Rosická
- Verenigd Koninkrijk: Joanna Lumley
- Zweden: Frans Jeppsson Wall (deelnemer in 2016)
- Zwitserland: Jennifer Bosshard

Nikkie de Jager zou namens Nederland de punten geven, maar zij trok zich op de dag van de finale terug wegens alle commotie rondom de diskwalificatie van Joost Klein. Zij werd niet vervangen door een ander Nederlands jurylid. In plaats daarvan werd het uitdelen van de Nederlandse punten overgenomen door songfestivalbaas Martin Österdahl. Eerder die dag kondigde de Noorse jurywoordvoerder Alessandra Mele aan dat ze zou afzien van het geven van de punten. Zij werd vervangen door NRK-presentatrice Ingvild Helljesen. Mele zei dat haar keuze voortkwam uit de deelname van Israël aan het Eurovisiesongfestival. Ook Käärijä, die de punten voor Finland zou geven, trok zich terug. Hij was goed bevriend met de gediskwalificeerde Joost Klein. Hij werd vervangen door Toni Laaksonen.

## Motto
In november 2023 besloot de EBU om het motto van 2023, United by Music, voortaan ieder jaar te gaan gebruiken.

### Israëlische deelname
Vanwege de Gaza-oorlog was de deelname van Israël omstreden. Malmö verscherpte de veiligheidsmaatregelen vanwege de kritiek op de deelname van Israël. De tekst van beide ingezonden liedjes moest van de EBU worden aangepast vanwege politiek geladen inhoud. Met name in Noord-Europese landen werd opgeroepen tot een boycot van Israël op het Eurovisiesongfestival. Aanvankelijk verklaarde de Israëlische omroep KAN dat zij weigerde de teksten aan te passen en er liever voor zou kiezen om toch niet mee te doen. Later kwam zij hierop terug en maakte bekend de tekst alsnog aan te passen.
Voorstanders van een boycot spraken van een dubbele standaard ten aanzien van Israël, omdat Rusland in 2022 wél werd uitgesloten van deelname (dit wegens de inval in buurland Oekraïne). De BDS-beweging voerde een campagne voor een boycot van Israël onder de slogan "Boycott Eurovision – Artwashing Israël's #GazaGenocide".
De EBU verbood als altijd politieke boodschappen tijdens het songfestival. Het lukte de organisatie echter niet om alles tegen te houden. Zo had de Zweedse zanger Eric Saade tijdens de eerste halve finale een zwart-wit geblokte sjaal om zijn arm waarmee hij steun betuigde aan het Palestijnse volk. In diezelfde halve finale had een didgeridoospeler tijdens de act van Australië een getekende watermeloen op zijn borst. Tekeningen van watermeloenen worden gebruikt bij pro-Palestijnse protesten omdat watermeloenen dezelfde kleuren hebben als de Palestijnse vlag.
De Belgische zanger Mustii had in de tweede halve finale op zijn arm het woord "peace" (vrede) geschreven. De artiest had eerder gezegd het festival niet te willen boycotten, maar op het podium "een boodschap van hoop en liefde" te willen brengen.
Tijdens het optreden van de Israëlische Eden Golan was er boegeroep in de zaal, maar bij het publiek thuis was dit nauwelijks te horen: daar was louter applaus door een technische ingreep van de EBU.

### Televoting RAI
Aan het einde van de tv-uitzending van de tweede halve finale, waarin Italië stemde, toonde de Italiaanse omroep RAI wat leek op de televoting-percentages. Dit tonen is in strijd met de reglementen, die stellen dat de gedetailleerde resultaten van alle shows pas na de finale mogen worden gepubliceerd. De RAI verduidelijkte dat de getoonde resultaten niet compleet waren, maar deelresultaten van de stemming waren.

### Werksfeer
Enkele delegaties meldden tijdens en na het festival dat er een "onveilige werksfeer" heerste op het evenement. Er zouden daarover dertien klachten bij de EBU zijn binnengekomen. Minstens Ierland, Zwitserland, Nederland en Portugal dienden een of meerdere klachten in. De EBU besloot een onafhankelijk onderzoek in te stellen om op de klachten te reageren. De uitsluiting van de Nederlandse inzending Joost Klein was volgens de Nederlandse omroep AVROTROS niet gelinkt aan de klachten.

### Vlaggenbeleid
Tijdens het festival moesten regenboog- en andere pridevlaggen aan de deur van de Malmö Arena afgegeven worden, hoewel die vlaggen niet verboden zijn. Enkele weken later gaf de EBU toe dat daar fouten zijn gemaakt. De Zwitserse winnaar Nemo beweerde geen non-binaire vlag te hebben mogen meenemen op het podium, maar deed dat uiteindelijk toch. Ook gaf de EBU toe dat door de gevoelige globale politieke context de Europese vlag, anders dan in voorgaande jaren, niet mee de zaal in mocht, een beslissing waarover Europees Commissaris voor Europese waarden en migratie Margarítis Schinás niet tevreden was.
Albanië · Armenië · Australië · Azerbeidzjan · België · Cyprus · Denemarken · Duitsland · Estland · Finland · Frankrijk · Georgië · Griekenland · Ierland · IJsland · Israël · Italië · Kroatië · Letland · Litouwen · Luxemburg · Malta · Moldavië · Nederland · Noorwegen · Oekraïne · Oostenrijk · Polen · Portugal · San Marino · Servië · Slovenië · Spanje · Tsjechië · Verenigd Koninkrijk · Zweden · Zwitserland
1956 · 1957 · 1958 · 1959 · 1960 · 1961 · 1962 · 1963 · 1964 · 1965 · 1966 · 1967 · 1968 · 1969 · 1970 · 1971 · 1972 · 1973 · 1974 · 1975 · 1976 · 1977 · 1978 · 1979 · 1980 · 1981 · 1982 · 1983 · 1984 · 1985 · 1986 · 1987 · 1988 · 1989 · 1990 · 1991 · 1992 · 1993 · 1994 · 1995 · 1996 · 1997 · 1998 · 1999 · 2000 · 2001 · 2002 · 2003 · 2004 · 2005 · 2006 · 2007 · 2008 · 2009 · 2010 · 2011 · 2012 · 2013 · 2014 · 2015 · 2016 · 2017 · 2018 · 2019 · 2020 · 2021 · 2022 · 2023 · 2024 · 2025
Zie ook: Junior Eurovisiesongfestival · Eurovision Choir · Eurovisiedansfestival · Eurovision Young Musicians · Eurovision Young Dancers